# Porenut
Porenut (łac. Porenutius, Poremicius) – bóg o nieznanych funkcjach wymieniony tylko w dwóch źródłach: Gesta Danorum oraz w Knýtlinga sadze. Jedyną informacją historyczną na temat tego boga jest opis posągu go przedstawiającego, który posiadał cztery twarze na głowie, oraz piątą na piersiach, która była podtrzymywana za brodę prawą ręką, a za czoło lewą ręką.

## Źródła
Pierwszym źródłem wymieniającym Porenuta jest Gesta Danorum autorstwa Saxo Gramatyka. Saxo opisuje, gdy jak po zdobyciu Arkony przez duńskiego króla Waldemara I jej mieszkańcy zawarli z nim porozumienie, co zachęca mieszkańców Charenzy do zawarcia podobnego porozumienia i oddania miasta bez walki. Saxo opisuje, że w tym grodzie znajdowały się trzy świątynie poświęcone Rugiewitowi, Porewitowi i Porenutowi. Po zniszczeniu świątyni i bałwana Rugiewita przez Duńczyków, Saxo pisze:

Wojowie z drużyny, którzy nie zadowolili się jedynie obaleniem go, z jeszcze większym zapałem wzięli się za posąg Porewita, którego czczono w następnej świątyni. Ten miał pięć głów, lecz żadnej broni. Gdy ten był już porąbany, udali się oni do świątyni Porenuta. Ten bożek miał cztery twarze i jedną dodatkową, która umieszczona była na piersiach; lewą ręką trzymał on za ją za czoło, a prawą podtrzymywał jej brodę. Ten padł także pod ciosami toporów służby Absalona.

Te same informacje podane są następnie przez Knýtlinga sagę, która wymienia Porenuta w zniekształconej formie Turupit (st.isl. Turupið).

## Interpretacje
Istnieją dwa główne sposoby interpretacji zlatynizowanego teonimu Porenutius. Jednym z odczytów imienia jest Porenuc lub Perunic (spolszczone Pioruniec, Piorunic). W takim przypadku imię tego boga oznaczałoby dosłownie ‘syn Peruna’ i powstało w następujący sposób: prasłowiańskie *Perunъ ‘bóg burzy’ → staropołabskie *P’orěn (z przegłosem e → ’o) → *P’orěnitjь. Prasłowiański przyrostek *-itjь pełni funkcję patronimiczną, tzn. imię lub nazwisko uzupełnione o ten przyrostek oznacza, że powstało od imienia ojca (por. Swaróg → Swarożyc), i w st.połab. jest kontynuowane jako *-ūt, *-yt, *-ic, które najpewniej w łacinie było zapisywane jako -utius-, -ucius-.
Pierwszy człon bywa także łączony ze słowem pora w pierwotnym, prasłowiańskim (*pora) znaczeniu ‘parcie, napieranie’, ‘siła, wysiłek, pełnia sił’, ‘okres wysiłku, wytężonej pracy’. Według Jacka Banaszkiewicza trójka bóstw rugijskich nie jest przypadkową grupą bóstw, lecz jest grupą bóstw, która patronować ma podstawowym dla egzystencji społeczeństwa dziedzinom. Rugiewita uznaje za boga naczelnego Ranów, który patronuje wojnie i społeczności, a Porewita i Porenuta uznaje za boskich bliźniaków, którzy swoimi uniwersalnymi cechami uzupełniają bóstwo naczelne. Banaszkiewicz wskazuje, że częstą cechą boskich bliźniaków jest powtórzenie pierwszego rdzenia imienia lub drugiej części imienia; według niego Porewit i Porenut posiadają wspólny, pierwszy człon. Wskazuje także, że bliźniacy często posiadają cechy przeciwstawne; Porewita uznaje za „pozytywnego” bliźniaka, którego imię należy rozumieć jako ‘Pana siły, Pana, który się ze wszystkim potrafi uporać’ (przyrostek -wit ‘pan’), Porenuta uznaje zaś za „negatywnego” bliźniaka i tłumaczy jego imię jako ‘Pana wsparcia potrzebującego’ interpretując przyrostek -nut jako -nud i łącząc ten przyrostek ze staropolskim nuda i niemieckim Nut oznaczającymi ‘potrzeba, przymuszenie’. Banaszkiewicz wskazuje także na fakt, że oboje mają po pięć twarzy, dwie mniej niż Rugiewit, przy czym Porenut posiada tylko cztery twarze na głowie, a piątą trzyma rękoma na piersi, co według niego może wskazywać na uszczerbienie znaczenia jego postaci wobec Porewita. Ważne może być również to, że prawa ręka podtrzymuje piątą twarz, a lewa trzyma ją za czoło. Za łączeniem pierwszego członu zarówno Porewita, jak i Porenuta, ze słowem pora opowiada się także Andrzej Szyjewski.